# فضازمان موج پی پی
فضازمانهای موج پی پی یا به اختصار امواج پی پی (به انگلیسی: pp-wave spacetimes) در نسبیت عام خنواده مهمی از پاسخهای کامل معادلات میدان اینشتین هستند. این پاسخها تابش با سرعت نور را مدل می کنند. این تابش ممکن است شامل موارد زیر باشد:
- تابش الکترومغناطیسی
- تابش گرانشی
- تابش بدون جرم متناظر با یک تابش فرضی از نوع نسبیتی کلاسیک

امواج پی پی در سال ۱۹۲۵ توسط هانس برینکمن معرفی گردید. 